# Bolbomorphus theryi
Bolbomorphus theryi is een keversoort uit de familie zwamkevers (Endomychidae). De wetenschappelijke naam van de soort werd in 1897 gepubliceerd door Henry Stephen Gorham.